# Jim de la luna

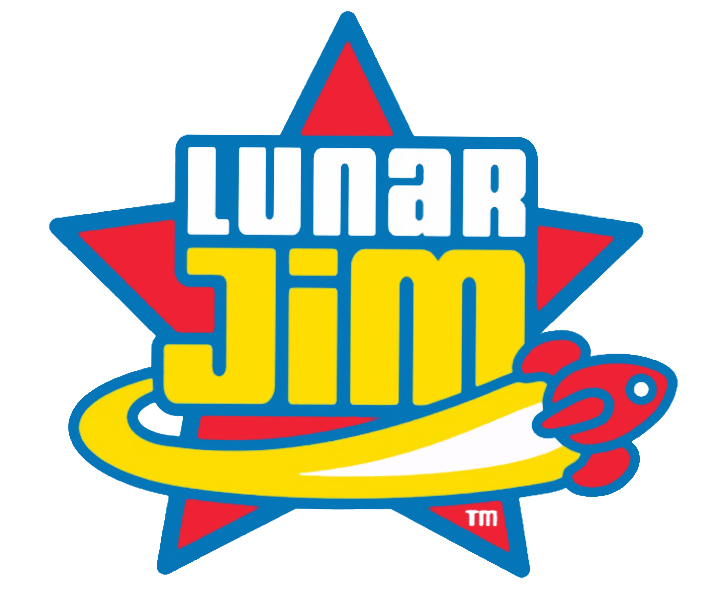

Jim de la luna es un programa canadiense de televisión infantil producido por Halifax Film y Alliance Atlantis que se estrenò el 2 de enero de 2006 en CBC y Discovery Kids Latinoamérica y el 2 de junio de 2008 en Boomerang España.

## Objetivo de la serie
Propone temas educativos basado en la exploración que hacen Jim y sus amigos del territorio lunar.

## Personajes
- Jim (nato 4 de febrero de 1986 (36 años): Es el protagonista de la serie. Él ama a las aventuras y siempre busca una misión para realizar. El color de su traje espacial es azul.
- Rover (nato: 14 de abril de 1988 (37 años) ): Es el perro-robot mascota de Jim y siempre ayuda a Jim en sus misiones.
- Ripple (nato: 5 de mayo de 1987 (38 años) ): Es la ingeniera del grupo. Ella siempre realiza inventos que ayuden a Jim en sus misiones. El color de su traje espacial es rojo.
- Eco (nato: 3 de abril de 1984 (41 años) ): Es el granjero que trabaja en la casa lunar, cultivando plantas y cuidando animales o bueno. Eco adora coleccionar plantas y rocas. Él no va muy a menudo a las misiones porque tiene que cuidar a los animales y plantas. El color de su traje espacial es verde.
- T.E.D (Technical Equipment Device): Es un robot. Diferente de Rover, Ted es un robot humanoide. Es él quien da un toque de humor a la serie.
- Píxel: Es una computadora que le dice a Jim y sus amigos las misiones y trabajos que ellos tienen que realizar.
- Dolores: Es la gallina de Eco.
- Daisy: Es la vaca de Eco.
- Skye: Es una joven cadete espacial que vino a Moonaluna a recibir entrenamiento práctico. El color de su traje espacial es naranja.
- Yik Yak: Es un extraterrestre cuyas visitas resultan en un caos. Habla en verso.
- Zippity: Es el cartero espacial.

## Moonaluna
Moonaluna es una pequeña base en donde Jim y sus amigos viven. Estos lugares incluyen la casa lunar, la torre de control, los hogares de Jim y Ripple y un molino (nunca mencionado). La torre de control es en donde se guardan los vehículos, la casa lunar es básicamente un invernadero en donde Eco trabaja, la casa de Jim es en donde Jim y Rover viven. El lugar en donde vive Ted se desconoce pero posiblemente viva en la casa de Ripple.

## Vehículos
- Moto lunar
- Nave lunar
- Tractor lunar
- Motoneta (usado por Ripple)
- Tanque lunar
- Patineta supersónica